# Chapelle Notre-Dame de-la-Délivrance de Guchan
Pour les articles homonymes, voir chapelle Notre-Dame.
La chapelle Notre-Dame de-la-Délivrance de Guchan, nommée aussi Notre-Dame de Soubissan, est un édifice religieux catholique située à Guchan, en France.

## Localisation
La chapelle est située dans le département français des Hautes-Pyrénées, en vallée d'Aure, à l'est du village de Guchan dans le hameau de Saubissan.

## Historique
Lors de la révolution, la chapelle fut détruite, une statue de la Vierge Noire fut mis à l'abri dans une maison voisine.
La chapelle fut reconstruite et a été inaugurée en 1942 par l’abbé Vidalon de Vielle-Aure. La statue de la Vierge Noire retrouva sa place.
La chapelle a été placée sous le vocable de Notre-Dame de-la-Délivrance pour le retour des prisonniers de guerre de la Seconde Guerre mondiale.

## Architecture
La chapelle possède un impressionnant mur de façade en pierre percée d’une baie en arc brisé.
La porte est surmontée d’un fronton provenant d’une armoire eucharistique.

## Mobilier
La chapelle possède une statue d'une Vierge à l'Enfant datée du XIVe siècle ou XVe siècle[réf. nécessaire].

## Galerie de photos

Sélection de vues de la chapelle
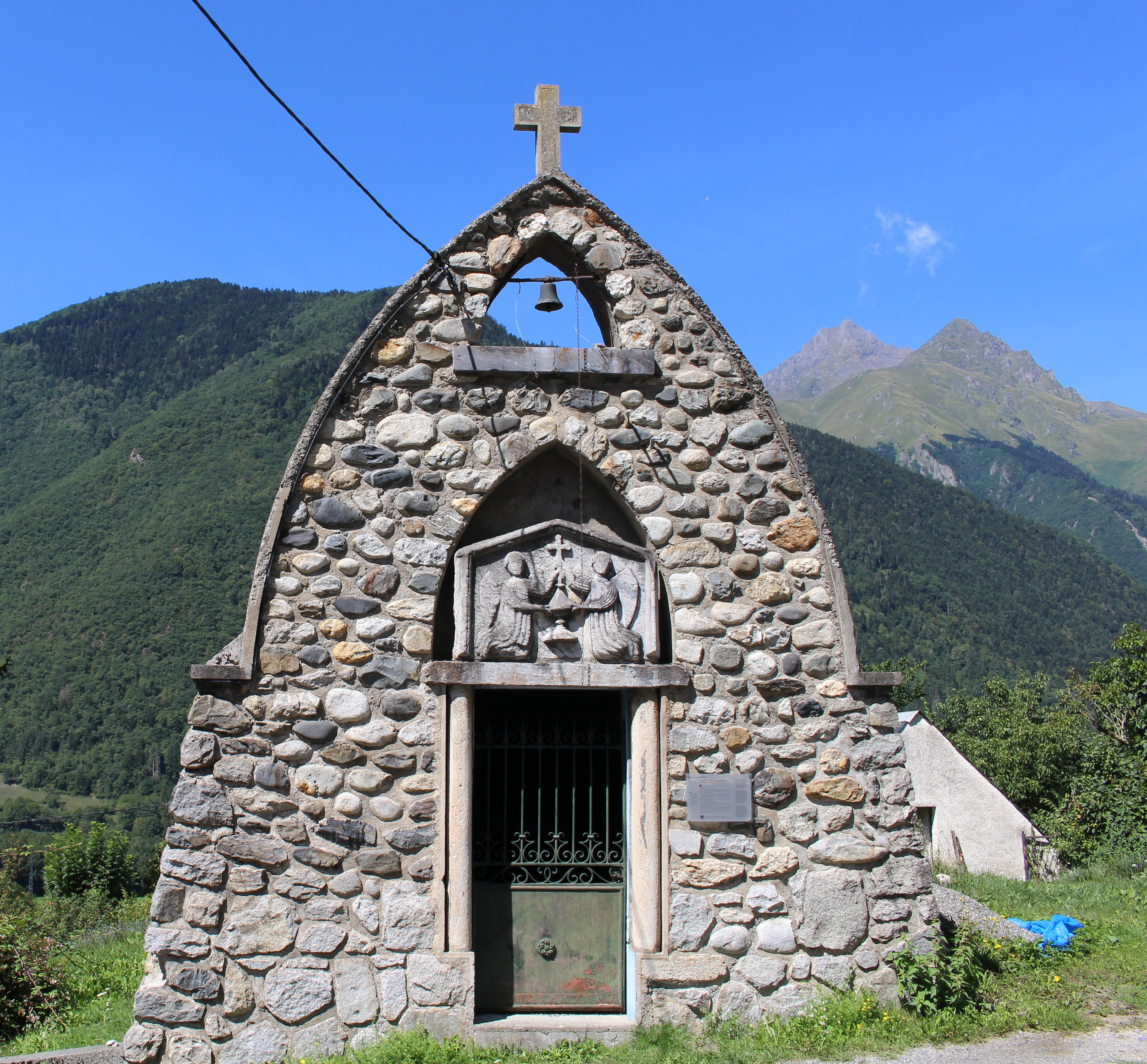
Le clocher-mur
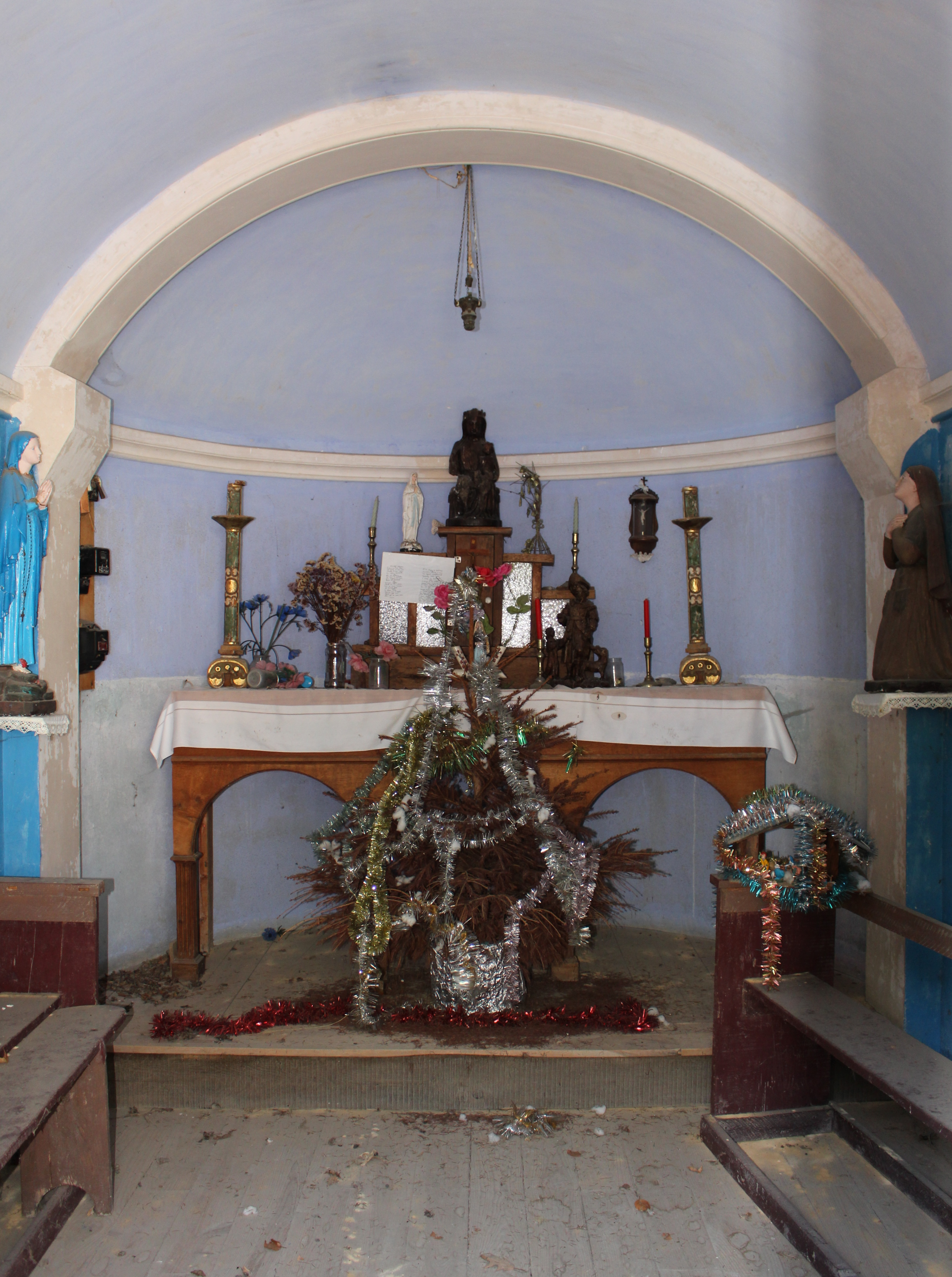
L'intérieur